# Wat na metr-kelwin
Wat na metr-kelwin – jednostka przewodności cieplnej właściwej (konduktywności cieplnej) w układzie SI.
Wyrażenie przy pomocy jednostek podstawowych SI:
{\displaystyle \mathrm {{\frac {W\cdot m}{m^{2}\cdot K}}={\frac {W}{m\cdot K}}={\frac {kg\cdot m}{s^{3}\cdot K}}} .}